# Hilaire Neveu
Pour l’article homonyme, voir Neveu.
Hilaire Neveu (30 août 1839-10 juillet 1913) est un agriculteur et homme politique fédéral et municipal du Québec.

## Biographie
Né à Kildare dans le Bas-Canada, il étudie à l'école moderne. Il entame sa carrière publique en servant comme maire de Saint-Ambroise-de-Kildare, pendant 20 ans, et comme commissaire scolaire et administrateur du comté de Joliette.
Élu député du Nationaliste dans la circonscription fédérale de Joliette lors de l'élection partielle déclenchée après l'annulation de l'élection fédérale de 1887 en 1889, il est défait par le conservateur Urbain Lippé en 1891.